# Hruštínska hoľa
Hruštínska hoľa este o arie protejată (arie specială de conservare — SAC, sit de importanță comunitară — SCI) din Slovacia întinsă pe o suprafață de 148,64 ha, integral pe uscat.

## Localizare
Centrul sitului Hruštínska hoľa este situat la coordonatele 49°19′05″N 19°15′14″E / 49.318056°N 19.253889°E.

## Înființare
Situl Hruštínska hoľa a fost declarat sit de importanță comunitară în octombrie 2011 pentru a proteja 1 specie de plante și 2 specii de animale. Situl a fost protejat și ca arie specială de conservare în august 2011.

## Biodiversitate
Situată în ecoregiunea alpină, aria protejată conține 1 habitat natural: Formațiuni ierboase bogate în specii de Nardus, dezvoltate pe substraturi silicioase în zone montane (și în zone submontane, în Europa continentală).
La baza desemnării sitului se află mai multe specii protejate:
- plante (1): Campanula serrata
- amfibieni (2): izvoraș-cu-burta-galbenă (Bombina variegata), Triturus montandoni

Pe lângă speciile protejate, pe teritoriul sitului au mai fost identificate 2 specii de plante.